# Подвысокое (Боровский район)
Подвысо́кое (укр. Підвисоке), село,
Подвысочанский сельский совет,
Боровской район,
Харьковская область.
Код КОАТУУ — 6321083501. Население по переписи 2001 года составляло 638 (294/344 м/ж) человек.
Являлось до 2020 года административным центром Подвысоча́нского сельского совета.

## Географическое положение
Село находится в 7 км от Оскольского водохранилища (река Оскол). На расстоянии в 1 км находится село Парноватое.
К селу примыкает большой дубовый лес, что называется «Высокий».

## История
- 1785 — дата первого упоминания[1].
- При СССР в селе работал колхоз «Дружба», в котором были пожарное депо, столовая, детский сад, свино-товарная ферма, два молочно-товарных комплекса, молочно-товарная ферма в селе Киктовка.[2]
- В 1993 году в селе действовали сельсовет, колхоз, Дом быта, отделение связи, сбербанк, автоматическая телефонная станция, радиоузел, клуб, дом престарелых, школа, подстанция ЛЭП.[2][3]18 сентября 2022 село было освобождено от окупантов

## Экономика
- В селе при СССР были молочно-товарная и свинотоварная фермы.
- «Дружба», сельскохозяйственный кооператив.

## Достопримечательности
- Братская могила советских воинов РККА и памятный знак воинам-односельчанам. Похоронен 321 павший воин.